# Stanislav Rudolf
Stanislav Rudolf (16. února 1932 Jičín – 8. ledna 2022 Brandýs nad Labem) byl český spisovatel, scenárista, redaktor, filmový dramaturg, autor knížek pro děti a mládež, původním povoláním učitel.

## Život
Pocházel z rodiny železničního dělníka, jeho maminka pracovala v zemědělství, jejich rodina žila v Železnici u Jičína. Studoval na jičínském gymnáziu a během studia v roce 1950 absolvoval i kurz pro promítače filmů. Po maturitě chtěl jít studovat na pražskou FAMU, kam ale nebyl přijat. Nakonec skončil na několik měsíců jako pracovník Výzkumného ústavu rozhlasové a televizní techniky v Praze. Poté vystudoval Pedagogickou fakultu v Českých Budějovicích. Po jejím ukončení působil jako učitel na základní škole v Písku. Později opět studoval na Vysoké škole pedagogické, tentokrát ale v Praze, na počátku 60. let také přednášel v Brandýse nad Labem na Pedagogické fakultě Karlově univerzity českou literaturu a její dějiny, krátce zde učil i na dalších místních školách. Poté se stal redaktorem Pionýrských novin a potom i redaktorem časopisu Květy. V letech 1977–1982 působil ve svobodném povolání, načež se stal scenáristou a na krátký čas, 1983–1983, též dramaturgem ve Filmovém studiu na Barrandově. Poté se dále věnoval již jen literární a scenáristické tvorbě.

## Dílo

### Pro děti a mládež
- 1969 Metráček aneb Nemožně tlustá holka (dívčí román, zfilmován)
- 1973 Kopretiny pro zámeckou paní
- 1973 Nepřeletí mne ptáci
- 1974 Údolí krásných žab
- 1975 Modrý déšť – zážitky z dětství
- 1977 Metráček aneb Kosti jsou vrženy
- 1980 Na semaforu zelená
- Pusinky
- Něžně háčkovaný čas
- Kalendář pro zamilované holky
- Knížka pro zamilované holky
- Jak jsme poslouchali noc
- Ráj je daleko
- První polovina nebe
- Miliónová holka
- Nebreč Lucie
- Blíženci
- Zatmění srdce
- 365 dnů zamilované holky

### Pro dospělé
- 1978 Barvoslepý
- 1980 V každém okně Julie
- 1980 Operace mé dcery – (novela, zfilmována)
- 1981 Formule 1 – (román, zážitky návštěvy filmového festivalu v Cannes)
- 1983 Běh znaveného koně
- Pyžamo po mrtvém
- Miluji tě, vole! (kniha fejetonů a úvah)
- Budu na Tebe čekat, lásko!
- Všechny mé lásky
- Dny narkózy
- Myš dobré naděje

## Hrané filmy (námět nebo scénář)
- 1971 Metráček
- 1973 Údolí krásných žab (námět i scénář)
- 1981 Kopretiny pro zámeckou paní
- 1984 Atomová katedrála
- 1986 Operace mé dcery (námět i scénář)

## Televizní inscenace
- Romance pro devět dlouhých let